# Пам'ять серця
«Пам'ять серця» — радянський фільм 1958 року режисера Тетяни Ліознової.

## Сюжет
Почалося з того, що відомий англійський журналіст Ральф Паркер розповів мені історію британського військового льотчика, який служив під час війни в американському повітряному флоті й був збитий німецькими зенітками над окупованою територією.— сценарист фільму Тамара Макарова, з інтерв'ю журналу "Москва", 1971 рік
1944 року англійський льотчик Ральф Чадвік у ході «Операції Френтік» збитий над радянською територією окупованою німцями. Тяжко пораненого льотчика підібрала російська вчителька Катерина Іванівна, виходила, ховаючи його у підвалі школи. За допомогою безстрашного школяра Васюкова встановила контакти із партизанами. Коли англієць зміцнів, вони втрьох пішли до табору партизанів, але дорогою потрапили в засідку німців, і Катерина зазнала важкого поранення. Ральфа переправили до Москви, потім до Англії. Коли після війни він приїхав до СРСР, то дізнався, що Катерина тоді загинула.

## В ролях
- Андрій Попов — Ральф Чадвік, англійський військовий льотчик
- Тамара Макарова — Катерина Іванівна Федотова, вчителька
- Слава Жилін — Федя Васюков, учень, зв'язковий партизан
- Владимир Селезньов — Федір Дмитрович Васюков, учитель історії
- Георгій Шаповалов — Василь Костянтинович Савелов, голова колгоспу
- Ральф Паркер — Строубрідж
- Роберт Дагліш — Джордж Брігс
- Леонард Вінкотт — Сем Хігбі
- Клавдія Лепанова — Ейлін, дружина Ральфа
- Єлизавета Алексєєва — Олівія, сестра Ейлін
- Саллі Белфрідж — Імеджі, дочка Олівії
- Валентина Бєляєва — Савелова, дружина голови
- Владимир Борискін — епізод
- Хайнц Браун — німецький майор
- Ігор Косухін — син Ральфа
- Яків Ленц — директор школи
- Владимир Прохоров — льотчик
- Яків Халецький — німець
- Микола Смирнов — Пономарьов, командир партизанського загону
- Валентина Пугачова — медсестра в партизанському загоні
- Ніна Меньшикова — Катерина Іванівна, вчителька
- Ніна Зорська — організатор приймаючої сторони

## Знімальна група
- Режисер — Тетяна Ліознова
- Сценарист — Сергій Герасимов, Тамара Макарова
- Оператор — Константін Арутюнов, Міліца Богаткова
- Композитор — Леонід Афанасьєв
- Художник — Ной Сендеров